# Baroda (Michigan)
Baroda – wieś w Stanach Zjednoczonych, w stanie Michigan, w hrabstwie Berrien.